# Mykola Azarov
Mykola Janovytsj Azarov (Oekraïens: Микола Янович Азаров) (Kaloega (Rusland), 17 december 1947) is een Oekraïens politicus. Van 7 december 2004 tot 28 december 2004 (onder Leonid Koetsjma) en van 5 januari tot 24 januari 2005 was hij interim-premier van Oekraïne en op 11 maart 2010 werd hij door de Verchovna Rada (parlement) verkozen tot premier onder president Janoekovytsj. Azarov was een oude bondgenoot van Janoekovytsj en werd door sommigen een anti-populistische 'grijze muis' en de meest russofiele deelnemer van het kabinet genoemd. Azarov spreekt het Oekraïens slecht, maar verzekerde bij zijn aanstelling in 2010 dat zijn regering Oekraïens zou spreken. Door de pro-westerse Euromaidan-protesten trad hij op 28 januari 2014 af.
Na de Revolutie van de Waardigheid vluchtte Azarov naar Rusland en kreeg volgens Azarov zelf naar verluidt "de status van politiek vluchteling aangeboden op persoonlijke instructies van Vladimir Poetin". Sindsdien woont hij naar verluidt in de buurt van het Russische dorp Petrovo-Dalneye, in de buurt van Moskou.
Sinds juli 2014 staat Azarov op de internationale lijst van gezochte personen wegens vermeend machtsmisbruik. Op 19 januari 2015 vaardigde de districtsrechtbank van Kiev van Pechersk Raion een arrestatiebevel uit als preventieve maatregel om de uitlevering van Azarov uit de Russische Federatie mogelijk te maken.
Azarov staat momenteel op de Lijst van mensen die zijn bestraft tijdens de Russisch-Oekraïense oorlog vanwege zijn rol in de Euromaidan. In 2015 richtte hij een regering in ballingschap op die algemeen werd gezien als een pro-Russische marionet.

## Biografie
Azarov werd geboren in Kaloega (Rusland) als Nikolaj Janovitsj Pachlo; de naam Azarov zou hij later overnemen van zijn vrouw, Ljoedmyla Mykolajivna Azarova. Hij studeerde geologie en geofysica in Moskou, waar hij in 1971 afstudeerde. Hierna werkte hij eerst als sectiehoofd en hoofdingenieur bij een kolenmijn in Toela, en vanaf 1976 als hoofdonderzoeker bij een mijnbouwinstituut in de buurt van Moskou. In 1984 verhuisde hij naar Oekraïne, waar hij eerst adjunct-directeur en later directeur werd van een geologie- en mijnbouwinstituut in Donetsk.
In 1986 werd Azarov doctor in de Geologische en Mineralogische Wetenschappen, in 1991 hoogleraar en in 1997 lid van de Oekraïense Academie van Wetenschappen.
In de vroege jaren negentig werd Azarov politiek actief. In 1993 werd hij lid van de politieke raad van de Partija Pratsi (Partij van de Arbeid), die later zou worden hernoemd tot Partija Regionalnoho Vidrozjdennja (Partij van Regionale Wedergeboorte) en in maart 2001 tot de Partij van de Regio's. In april 1994 werd hij gekozen in het Oekraïense parlement, de Verchovna Rada, waar hij van september 1995 tot oktober 1997 voorzitter was van de begrotingscommissie. Op 1 oktober 1997 werd Azarov hoofd van de Belastingdienst, een functie die hij van maart tot december 2001 combineerde mij het leiderschap van de Partij van de Regio's. Om belangenverstrengeling te voorkomen gaf hij laatstgenoemde functie op ten gunste van Viktor Janoekovytsj. Sindsdien is Azarov steeds de tweede man van de partij geweest.
Op 26 november 2002 werd Azarov eerste vicepremier en minister van financiën in de regering van Janoekovytsj. Van 7 tot 28 december 2004 was hij waarnemend premier, omdat Janoekovytsj zelf in de periode voorafgaande aan de derde ronde van de presidentsverkiezingen door president Koetsjma met ziekteverlof was gestuurd. Na het ontslag van Janoekovytsj op 5 januari 2005 werd Azarov, die Janoekovytsj ten tijde van de Oranjerevolutie steeds heeft gesteund, opnieuw voor korte tijd premier.
Azarov is van meet af aan een trouwe volgeling geweest van president Koetsjma. Hij wordt in verband gebracht met de Donetsk-groep, een groep ondernemers en politici uit de regio die door velen van maffia-achtige praktijken worden verdacht. Voorts is hij een van de weinige Oekraïense politici, die de Oekraïense taal niet machtig zijn en zich uitsluitend bedienen van het Russisch. Door de oppositie wordt hij er dan ook van beschuldigd zich niet te kunnen vereenzelvigen met de Oekraïense nationale identiteit.
Zijn beleid als minister is steeds gericht geweest op het versterken van de economische betrekkingen met Rusland; hij was een van de architecten van de Gemeenschappelijke Economische Ruimte, een economische unie tussen Rusland, Oekraïne, Wit-Rusland en Kazachstan, die in april 2004 door de Verchovna Rada werd geratificeerd.
Mykola Azarov kreeg vele onderscheidingen en is auteur van meer dan 110 wetenschappelijke werken.
Op 26 maart 2006 deed hij mee aan de parlementsverkiezingen. Hij stond twaalfde op de lijst van de Partij van de Regio's. Op 25 mei 2006 nam hij zitting in het parlement. In maart 2010, na de verkiezing van Viktor Janoekovytsj tot president, werd hij uit de drie kandidaten (naast hem Serhi Tihipko en Arseni Jatsenjoek) door de Verchovna Rada opnieuw verkozen tot premier. Op 27 januari 2014 diende Azarov zijn ontslag in vanwege de grootschalige pro-westerse Euromaidan-protesten in het land tegen de regering, waarop vicepremier Serhij Arboezov in zijn plaats het premierschap ging waarnemen.